# Katherine
|                       | Jan   | Feb   | Mär   | Apr  | Mai  | Jun  | Jul  | Aug  | Sep  | Okt  | Nov  | Dez   |   |      |
| Mittl. Tagesmax. (°C) | 34,4  | 34,1  | 34,4  | 34,2 | 32,2 | 30,1 | 30,5 | 32,2 | 35,9 | 37,6 | 37,4 | 35,7  | ⌀ | 34,1 |
| Mittl. Tagesmin. (°C) | 24,2  | 24,1  | 23,1  | 20,8 | 17,1 | 14,1 | 13,2 | 14,5 | 20,2 | 23,8 | 24,7 | 24,5  | ⌀ | 20,3 |
|                       |       |       |       |      |      |      |      |      |      |      |      |       |   |      |
| Niederschlag (mm)     | 312,4 | 229,4 | 180,6 | 40,2 | 6,3  | 0,7  | 0    | 1,8  | 3,5  | 37,5 | 94,0 | 263,6 | Σ | 1170 |
|                       |       |       |       |      |      |      |      |      |      |      |      |       |   |      |
| Regentage (d)         | 18,2  | 17,5  | 12,3  | 4,0  | 0,8  | 0,5  | 0    | 0,2  | 0,8  | 3,8  | 9,5  | 16,5  | Σ | 84,1 |

| 24,2 |

| 24,1 |

| 23,1 |

| 20,8 |

| 17,1 |

| 14,1 |

| 13,2 |

| 14,5 |

| 20,2 |

| 23,8 |

| 24,7 |

| 24,5 |

| 24,2 |

| 24,1 |

| 23,1 |

| 20,8 |

| 17,1 |

| 14,1 |

| 13,2 |

| 14,5 |

| 20,2 |

| 23,8 |

| 24,7 |

| 24,5 |

Katherine ist eine Stadt im Northern Territory von Australien mit gut 6000 Einwohnern und damit der fünftgrößte Ort im Northern Territory.

## Lage
Die Stadt liegt etwa 317 km südöstlich von Darwin am Stuart Highway. Sie liegt an der ehemaligen Nordaustralischen Eisenbahn und der gegenwärtigen Zentralaustralischen Eisenbahn. Der Katherine River fließt durch die Stadt, die heute Mittelpunkt einer nach ihr benannten Region ist.

## Geschichte
Vor der Kolonialisierung gehörte das Gebiet von Katherine zum Lebensraum der Jawoyn- und Dagomen-Aborigines, deren hauptsächliche Lebensgrundlage der Katherine River war. Der erste Europäer, der in die Gegend kam, war 1844 Ludwig Leichhardt. Benannt wurde der Fluss aber erst am 4. Juli 1862 durch John McDouall Stuart nach der Tochter von James Chambers, einem der Finanziers seiner Expedition. Zu der Ansiedlung, die sich erst später nach dem Fluss nannte, kam es im Zuge des Baus der Transaustralischen Telegrafenleitung im Jahre 1870.
Zwei Jahre später wurde eine Relaisstation bei Knott’s Crossing errichtet.
Ab 1878 nahmen im Umland landwirtschaftliche Betriebe die Schaf- und Rinderzucht auf; ein weiterer Meilenstein in der Entwicklung von Katherine war die Eröffnung einer Poststation im Jahr 1883.
Das im Jahr 1888 gebaute Sportman's Hotel sorgte zusammen mit der Fertigstellung der Eisenbahnlinie zwischen Darwin und Pine Creek im Folgejahr für erleichtertes Reisen im Northern Territory. Manager des Sportman's Hotel war Tom Pearce (* 1862, † 1952), der als Mine Host in Jeannie Gunns Roman We of the Never-Never literarisch verewigt wurde. Jeannine Gunn gibt die Zahl der ständigen Bewohner von Katherine für das Jahr 1902 mit sechs Personen an.
Der Siedlungsschwerpunkt von Katherine verschob sich noch zweimal, bevor mit dem Bau der Eisenbahnbrücke der Nordaustralischen Eisenbahn über den Fluss und des zweiten Bahnhofs an dessen Südufer 1926 das heutige Stadtzentrum entstand. Zuvor befanden sich das Siedlungszentrum und der erste Bahnhof (seit 1917) am Nordufer des Flusses; diese Siedlung hieß Emungalan. Der Aufschwung Katherines endete zunächst im Jahr 1930, als – bedingt durch die Weltwirtschaftskrise – der Weiterbau der Eisenbahn eingestellt wurde.
Unmittelbar vor dem Zweiten Weltkrieg hatte der Ort etwa 250 Einwohner. Als wichtiger Stützpunkt während des Krieges nahm er in dieser Zeit erheblichen Aufschwung. Am 22. März 1942 wurden bei einem japanischen Luftangriff auf Katherine mehrere Menschen getötet oder verletzt, während nur geringe Sachschäden angerichtet wurden.
Im Januar 1998 wurden weite Teile der Stadt durch eine Überflutung verwüstet: Der Wirbelsturm Les zog über das Gebiet und verursachte innerhalb von 48 Stunden eine Regenmenge von 300 bis 400 Millimetern, was etwa einem Drittel des gesamten Jahresniederschlags entspricht.

## Bevölkerung
Heute zählt die Stadt gut 6.000 Einwohner, das lokale Verwaltungsgebiet, dessen Hauptstadt Katherine darstellt, etwa 9.600. Ein erheblicher Teil davon sind Aborigines.

## Wirtschaft und Verkehr
Die Stadt lebte bis Mitte der 1970er Jahre in erster Linie von der Rinderzucht. Die fleisch- und milchverarbeitende Industrie wurde in der Folgezeit durch den zunehmenden Export von Lebendvieh zurückgedrängt (Schließung eines Schlachthofes und einer Molkerei im Jahr 2001). Heute steht jedoch der Tourismus im Mittelpunkt des Wirtschaftslebens: Etwa 300.000 Touristen besuchen die Region jedes Jahr.
Katherine bildet im Straßenverkehr ein wichtiges Wegkreuz im Outback: Hier trifft der aus Western Australia kommende Victoria Highway auf den Stuart Highway, der die Stadt mit Darwin im Norden sowie Alice Springs und Adelaide im Süden verbindet.

### Eisenbahn
Früher war Katherine an die Nordaustralische Eisenbahn angeschlossen, eine Schmalspurbahn, die 1926 fertiggestellt und 1976 stillgelegt wurde. Das Empfangsgebäude ist erhalten und beherbergt ein kleines Museum. Seit 2004 ist die Stadt wieder an die Eisenbahn mit normaler Spurbreite angeschlossen, die von Alice Springs im Süden nach Darwin im Norden verläuft. Sie verkehrt zweimal pro Woche in jede Richtung, hat einen planmäßigen Halt in der Stadt und wird The Ghan genannt. Die Strecke der Zentralaustralischen Eisenbahn verläuft allerdings weit westlich der Stadt, sodass der Bahnhof etwa 15 km vom Stadtzentrum entfernt liegt.

### Flughafen
Der Verkehrsflughafen von Katherine liegt etwa 15 km vom Stadtzentrum entfernt. Es gibt keine Linienflüge, sondern nur Charterflüge.
Der Flughafen teilt sich Einrichtungen mit dem Militärflughafen RAAF Base Tindal, der den von 1930 bis 1978 in Betrieb befindlichen ursprünglichen Flughafen von Katherine ersetzt hat. Dieser war berühmt als Flugbasis von Dr. Clyde Fenton, der den Northern Territory Aerial Medical Service gründete.
Der Flughafen und die Stadt wurden ausführlich im Buch Beyond the Blue Horizon von Alexander Frater in den 1980er Jahren beschreiben.

## Sehenswürdigkeiten

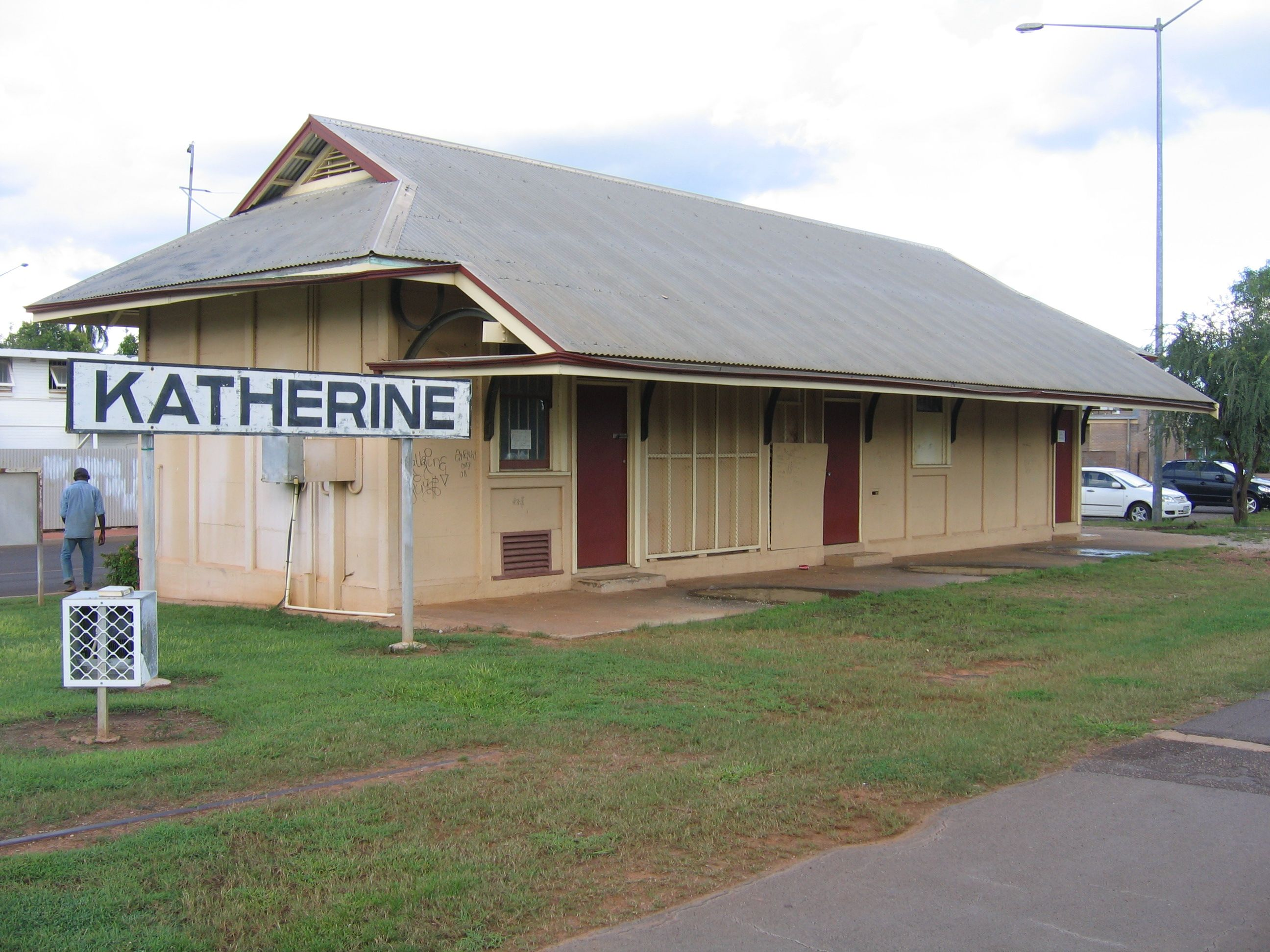
Empfangsgebäude der ehemaligen Nordaustralischen Eisenbahn

Katherine selbst bietet wenig touristische Attraktionen, liegt aber nahe am Katherine-Gorge-Nationalpark, einem beliebten Ausflugsziel.

### Katherine-Gorge-Nationalpark
Neben dem Kakadu-Nationalpark und dem Uluṟu (früher „Ayers Rock“) gehört der 32 km nordöstlich von Katherine gelegene Katherine-Gorge-Nationalpark zu den populärsten Ausflugszielen im Northern Territory. Der in der Aborigines-Sprache „Nitmiluk“ genannte Park ist 180.400 Hektar groß. Er bietet 13 aufeinanderfolgende Schluchten, die insgesamt 12 km lang sind, mit bis zu 70 m hohen Felswänden. Des Weiteren bietet der Park seinen Besuchern ausgiebige Wanderwege und viele Badeplätze.

### Katherine Museum
Das Heimatmuseum befindet sich im Terminal des ehemaligen Flughafens von Katherine. Ein wichtiges Exponat der Dauerausstellung ist ein einmotoriger, offener Doppeldecker, den einst Clyde Fenton, der erste „Flying Doctor“, benutzte.

### Katherine Hot Springs
Mehrere aus warmen Quellen gespeiste, von Tropenwald umgebene Tümpel am Südende von Katherine (Victoria Highway) laden zu einem entspannenden Bad ein.

### Katherine Low Level
Südlicher Stadtteil von Katherine am Victoria Highway. Hier lädt das warme Wasser des Katherine River mit der Low Level Bridge, einem Wehr und mehreren Stromschnellen zum Baden ein. In den Bäumen entlang des Ufers leben etliche Kolonien fliegender Füchse, die besonders in den Morgen- und Abendstunden eindrucksvolle Flugschauspiele bieten. Nur wenige hundert Meter entfernt befindet sich der Katherine Low Level Caravan Park.

### Cutta Cutta Caves Nature Park
Die größte Attraktion des 1500 Hektar großen Naturparks 25 km südlich von Katherine sind einige Kalksteinhöhlen mit Tropfsteinen. In der Trockenzeit veranstalten die Ranger hier Touren durch den Untergrund. In den Höhlen leben seltene Fledermäuse und Schlangen.

### Edith Falls (Leliyn)
Etwa 40 km nördlich von Katherine speisen 60 m hohe Wasserfälle einen See, der ein beliebtes Badeziel ist. Rings um den See existiert eine üppige Vegetation. Der See ist Teil des Katherine-Gorge-Nationalparks. Oberhalb des Wasserfalls liegen noch weitere Badeteiche.

### Springvale Homestead
Die historische Farm dient heute nur noch touristischen Zwecken. Zum Programm zählen beispielsweise Nachtfahrten zu den Ruheplätzen der Krokodile am Fluss und kostenlose Führungen über die Farm. Sie ist etwa 8 km von Katherine entfernt.

### Mataranka
110 km südlich von Katherine zieht das glasklare Wasser zweier warmer Quellen bei Mataranka Besucher an. In der Nähe befindet sich auch der vom Roper River durchflossene Elsey National Park.

## Söhne und Töchter der Stadt
- C. W. Stoneking (* 1974), Bluessänger, Songwriter, Gitarrist und Banjospieler
- Justin Anlezark (* 1977), Kugelstoßer
- Cadel Evans (* 1977), Radrennfahrer, Gewinner der Tour de France 2011
- Leisel Jones (* 1985), Schwimmerin
- Amber Pate (* 1995), Radrennfahrerin